# Halbsatzverfahren
Das Halbsatzverfahren ist ein Verfahren zur ermäßigten Besteuerung von Kapitalerträgen im österreichischen Einkommensteuerrecht und im Steuerrecht einzelner Kantone der Schweiz. Im Ergebnis ähnelt das Verfahren dem Halbeinkünfteverfahren.

## Regelung in Österreich
Das österreichische Einkommensteuergesetz (§ 37) sieht Steuervergünstigungen für Gebietsansässige vor. Letztere unterliegen entweder einer Abgeltungsteuer von 25 % ihrer Kapitalerträge (einschließlich Erbschaftsteuer) oder können beantragen, dass solche Erträge nur zur Hälfte des individuellen Durchschnittssteuersatzes besteuert werden (Halbsatzverfahren). Im Unterschied zu dem in Deutschland bis einschließlich 2008 geltenden Halbeinkünfteverfahren werden in Österreich nicht die Dividendeneinkünfte halbiert, sondern der Steuersatz.

## Regelung in der Schweiz
In der Schweiz, z. B. im Kanton St. Gallen kommt das Halbsatzverfahren ebenfalls zur Anwendung. Es führt hier ab einer Mindestbeteiligung von 10 % zu einer Halbierung des anzuwendenden Steuersatzes beim Empfänger der Beteiligungserträge. Ab 1. Januar 2020 ist der Wechsel vom Halbsatzverfahren zum Teilbesteuerungsverfahren geplant.